# Enischnelater
Enischnelater là một chi bọ cánh cứng trong họ 
Elateridae.
Chi này được miêu tả khoa học năm 1996 bởi Calder.

## Các loài
Các loài trong chi này gồm:
- Enischnelater specularis (Candèze, 1889)
- Enischnelater suavis (Candèze, 1900)